# Neritina rubricata
Neritina rubricata е вид коремоного от семейство Neritidae. Видът е почти застрашен от изчезване.

## Разпространение
Разпространен е в Бенин, Гамбия, Гана, Гвинея, Гвинея-Бисау, Камерун, Кот д'Ивоар, Либерия, Нигерия, Сиера Леоне и Того.